# Калинка-Гридинська
Калинка-Гридинська (рос. Калинка-Гридинская) — присілок в Красноборському районі Архангельської області Російської Федерації.
Населення становить 92 особи. Входить до складу муніципального утворення Алексєєвське сільське поселення.

## Історія
Від 2004 року входить до складу муніципального утворення Алексєєвське сільське поселення.

## Населення
| 2002 | 2010 |
| ---- | ---- |
| 62   | ↗92  |